# Luskhan
Luskhan – rodzaj plezjozaura z rodziny Pliosauridae. Żył w epoce kredy wczesnej na terenie dzisiejszej Federacji Rosyjskiej.

## Historia
Skamieniałości nieznanego zwierzęcia odkryto w zachodniej części Federacji Rosyjskiej. Spoczywały nad prawym brzegiem Wołgi, 3 km na północ od miejscowości Słancewyj Rudnik w obwodzie uljanowskim. Znajdują się tam wczesnokredowe skały uformowane w późnym hoterywie. W warstwie tych skał nazwanych od Speetoniceras versicolor odnaleziono szkielet. W 2002 wydobył go Gleb Uspienski.
Okaz okazał się być dość dużym plezjozaurem z grupy pliozaurów Thalassophonea. Jego długość wynosiła około 6,5 m, przy czym sama żuchwa mierzyła ponad półtora m. Badacze dopatrzyli się w nim zarówno cech prymitywnych, dzielonych z pliozaurem, jak i zaawansowanych ewolucyjnie, którymi przypominał raczej Kronosaurus, Brachauchenius.
Znalezisko, zachowane w trzech wymiarach, skatalogowano jako YKM 68344/1_262. Ustanowiono je holotypem nowego rodzaju.

## Budowa
Wśród wyróżniających go cech Fischer et al. wymieniają 7 zębów przedszczękowych (takiej liczby nie obserwowano wcześniej u żadnego Thalassophonea), z których pierwszy leży w zasadzie poziomo, a po nim następuje szeroka przestrzeń odgradzająca pierwszy i drugi zębodół. Wskazują też na wcięcie na blaszce grzbietowej kości skrzydłowej oraz na szew pomiędzy kośćmi kwadratową i łuskową zmierzający ku tyłowi i otaczający tam nierówny wyrostek kości łuskowej. Relacjonują dalej kości boczno-potyliczne (exoccipitals) łączące się ze sobą pośrodkowo, co nie pozostawia już miejsca na kość potyliczną podstawną (basoccipital) w ograniczeniu otworu wielkiego. W kręgosłupie szyjnym wyróżniają duże intercentrum dźwigacza o podłużnym brzusznym grzbiecie, a także łuku poszerzonym w kierunku brzuszno-przyśrodkowym, wykluczającym odontoid z kanału kręgowego, jak również na trzecim zaś kręgu językowaty wyrostek trzonu zachodzący na trzon obrotnika.
Kolejne cechy diagnostyczne autorzy opisu rodzaju wskazują już w obrębie kończyn. Wymieniają grzbietowo-brzuszny wyrostek łopatki, rozciągnięty w kierunku grzbietowym na odległość odpowiadającą odległości od podstawy łopatki do jej połączenia z kością kruczą. Zauważają tutaj odrębność od Thalassophonea i podobieństwo do elasmozaurów. Rozpoczynają jednak od przednio-przyśrodkowego wyrostka kości kruczej, zmierzającego przyśrodkowo pod kątem prostym do reszty kości. Wspominają dalej redukcję elementów epipodialnych, porównując ich rozmiar do kości śródstopia. Wymieniają dalej guzowatość kości ramiennej położoną wyżej od jej głowy, następnie łokciową dłuższą od promieniowej, brak otworu epipodialnego, przypominając jego obecność u wszystkich innych Pliosauridae. W kończynie dolnej wymieniają intermedium łączące się proksymalnie wyłącznie ze znacznie dłuższą od kości piszczelowej kością strzałkową, noszące tylko jedną niewielką powierzchnię stawową.

## Systematyka
Wymyślając nową nazwę, kreatorzy rodzaju odwołali się do miejsca znalezienia kości, ale też do mitologii. Wskazują, że rejon Wołgi, nad którą znaleziono szkielet, stanowił serce Złotej Ordy i Imperium Mongołów. W efekcie inspiracji poszukali oni właśnie w mitologii mongolskiej i tureckiej. W wierzeniach tych ludów występują luuses, duchy i władcy wody. Drugi człon nazwy, khan, oznacza władcę. Z tych dwóch słów powstała nazwa rodzajowa Luskhan. W rodzaju badacze umieścili pojedynczy gatunek Luskhan itilensis. Odwołuje się do słowa Itil, dawnej tureckiej nazwy Wołgi.
Kombinacja prymitywnych i zaawansowanych ewolucyjnie cech pozwoliła zaliczyć rodzaj do rodziny Brachaucheninae, przy czym należeć musiał do wcześniejszych jej przedstawicieli. Dokładniejsze dane uzyskano dzięki analizie filogenetyczne. Drzewo strict consensus wynikłe z analizy około 20000 różnych drzew potwierdziło przynależność do Pliosauridae i Thalassophonea. Luskhan stanowi w niej grupę siostrzaną kladu obejmującego Stenonychosaurus oraz będące w nierozwikłanej politomii m.in. Barauchenius, Megacephalosaurus, Kronosaurus i Polyptychodon. Zredukowanie poprzez odrzucenie taksonów spoza Pliosauridae potwierdziło przynależność Luskhan do Baracheuninae, rozwikłując zarazem wskazaną wyżej politomię. Jako grupę siostrzaną kladu Luskhan + Barauchenius wskazano najbardziej bazalny w tej podrodzinie rodzaj Makhaira. W późniejszej pracy Fischera et al. z 2020 wskazano podobieństwa budowy czaszki Luskhan i wczesnego Pliosauridae Marmonectes. Podtrzymano jednak wcześniejszą klasyfikację Luskhan, podobieństwa przypisując raczej konwergencji.